# 塔尔迈
塔尔迈（法語：Talmay，法語發音：[talmɛ]）是法国科多尔省的一个市镇，属于第戎区。

## 地理
塔尔迈（47°21'17"N, 5°26'20"E）面积22.04 平方千米，位于法国勃艮第-弗朗什-孔泰大區科多尔省，该省份为法国中东部省份，北起奥布省，西接涅夫勒省和约讷省，南至索恩-卢瓦尔省，东南接汝拉省，东临上索恩省，东北部与上马恩省接壤。
与塔尔迈接壤的市镇（或旧市镇、城区）包括：索恩河畔马克西利、索恩河畔厄耶、让西尼、圣索沃尔、阿普勒蒙、热尔米涅。

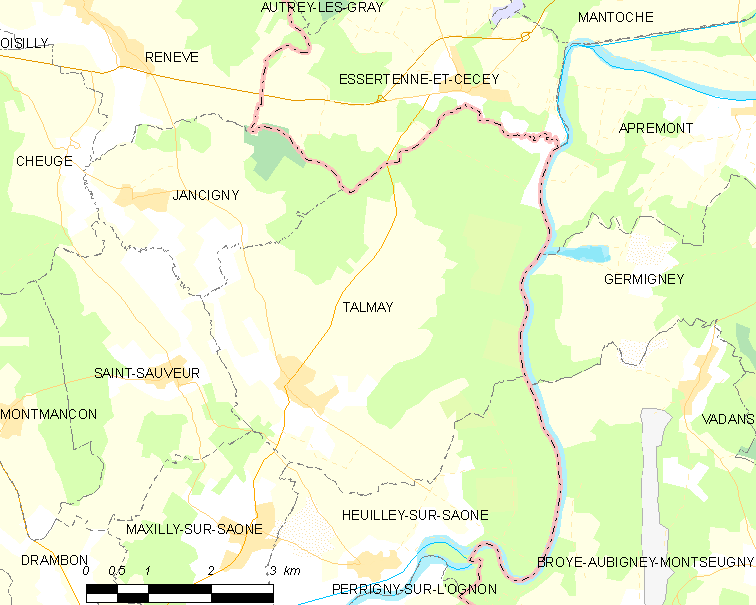
塔尔迈的OSM定位图

塔尔迈的时区为UTC+01:00、UTC+02:00（夏令时）。

## 行政
塔尔迈的邮政编码为21270，INSEE市镇编码为21618。

## 政治
塔尔迈所属的省级选区为欧克索讷县。

## 人口

1962-2008年间塔尔迈人口变化图示

塔尔迈于2022年1月1日时的人口数量为533人。